# Scaphochlamys burkillii
Scaphochlamys burkillii är en enhjärtbladig växtart som beskrevs av Richard Eric Holttum. Scaphochlamys burkillii ingår i släktet Scaphochlamys och familjen Zingiberaceae. Inga underarter finns listade i Catalogue of Life.